# Falkia
Falkia é um género botânico pertencente à família Convolvulaceae.